# ハーパー・ゴフ
ハーパー・ゴフ（Harper Goff, 1911年3月16日 - 1993年3月3日）は、アメリカ合衆国の芸術家、音楽家、俳優である。
彼を最も想起させるのは『海底二万哩』、『夢のチョコレート工場』、ウォルト・ディズニーが計画した“ミッキー・マウス・パーク”（これは後にディズニーランド・テーマ・パークへと発展した）の初期の完成予定図とコンセプチュアル・アート、そしてウォルト・ディズニー・ワールド・テーマ・パークのいくつかの区域における、多くの演出の背後にある強烈な美術力である。
ハーパー・ゴフはコロラド州フォート・コリンズに生まれた。ゴフは生涯を通じて鉄道模型の熱狂者で、ロンドン模型製造店で1951年にウォルト・ディズニーと思いがけず出会い、その後すぐにゴフはウォルト・ディズニー・カンパニーのロサンゼルス美術チームの重要なメンバーとなった。
彼の異彩を放つ仕事ぶりは、いくつもの映画と観光客のアトラクションに独特の特色を与えた。労働組合を通して雇用主との継続的な不和があったにもかかわらず、彼は1993年に死ぬまでずっとディズニーで（顧問役までだんだんと出世しながら）働き続けた。彼はその死後、ディズニー・レジェンドに選ばれた。

## 作品歴
- 1971年 - 夢のチョコレート工場 - アート・ディレクター
- 1966年 - ミクロの決死圏 - クリエイティブ・プロダクション・リサーチ
- 1958年 - ヴァイキング The Vikings - 美術監督および製作助手
- 1956年 - 機関車大追跡 The Great Locomotive Chase - プロダクション・リサーチ
- 1955年 - 皆殺しのトランペット Pete Kelly's Blues - 美術監督
- 1954年 - 海底二万哩 - Supervising Art Director
- 1951年 - ミッキー・マウス・パーク（後のディズニーランド・パーク） - コンセプチュアル・アーティスト
- 1942年 - カサブランカ - セットデザイナー

俳優として、ゴフはいくつものわき役を演じた：
- 1955年 - 皆殺しのトランペット - タキシード・バンドの団員（クレジットなし）
- 1954年 - ドラグネット Dragnet - Melrose Bridge Club の従業員（クレジットなし）
- 1952年 - 黄昏 Carrie - 男（クレジットなし）
- 1954年 - ドラグネット（エピソード 3.31、"The Big Girl"） - Emil Collins
- 1953年 - ドラグネット（エピソード 2.18、"The Big Break"） -
- 1951年 - 探偵物語 Detective Story - ギャランツ・デビッド（クレジットなし）

彼は、ウォルト・ディズニーのスタッフ仲間で結成された、もうひとつのグループにも所属していた。それは、トロンボーン奏者であるウォード・キンボールが率いる7人組のディキシーランド・ジャズ・バンド、ファイアハウス・ファイブ・プラス・トゥーで、彼はバンジョーを担当していた。

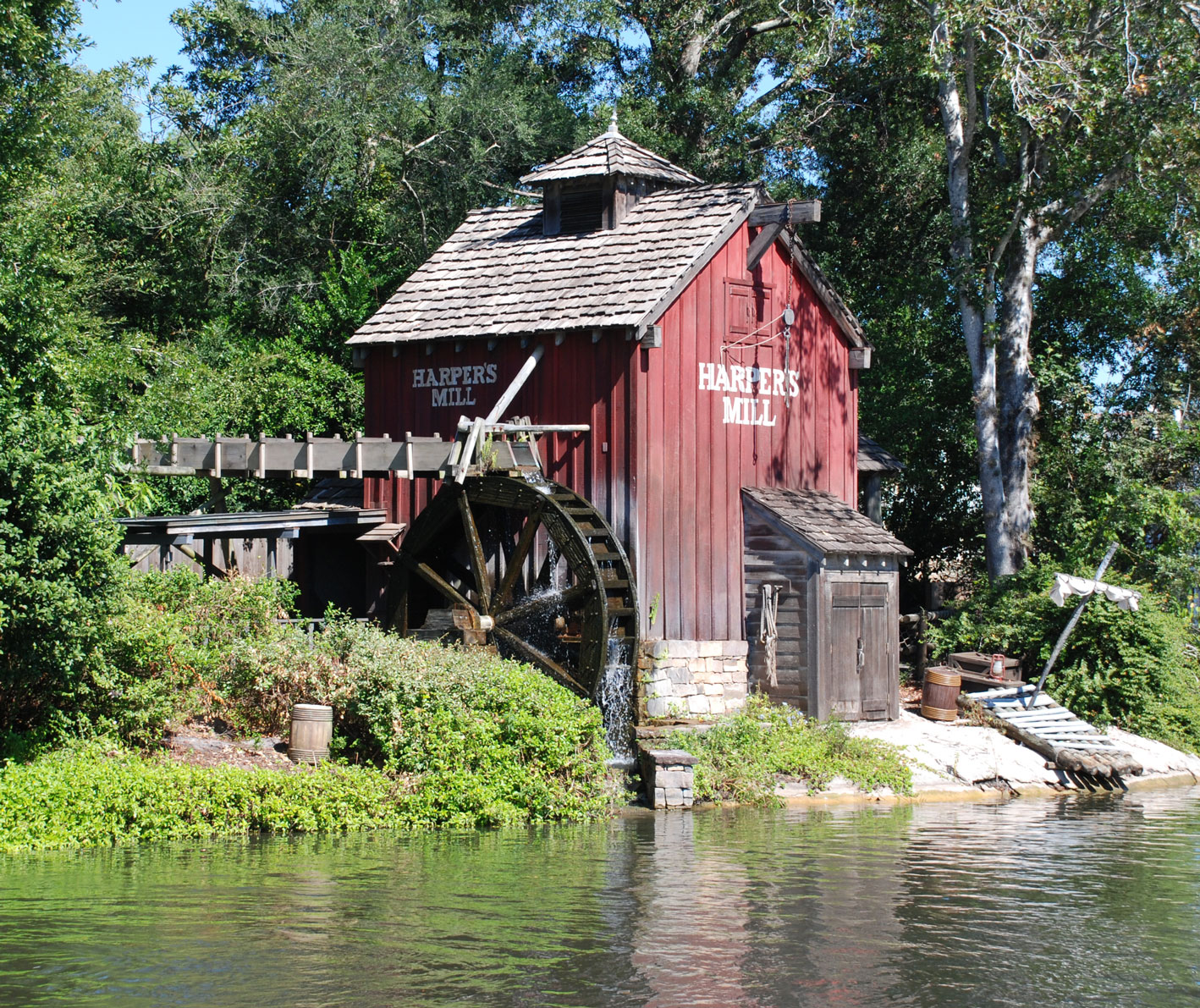
トム・ソーヤ島にあるハーパーの製粉水車小屋 - ウォルト・ディズニー・ワールド